# Obroatis
Obroatis là một chi bướm đêm thuộc họ Erebidae.